# Катеринино
Катери́нино (рос. Катеринино) — присілок у складі Тарногського району Вологодської області, Росія. Входить до складу Забірського сільського поселення.

## Населення
Населення — 31 особа (2010; 39 у 2002).
Національний склад (станом на 2002 рік):
- росіяни — 100 %